# Cecil Haig
Cecil Haig (n. 16 martie 1862, Middlesex, Anglia, Regatul Unit al Marii Britanii și Irlandei – d. 3 martie 1947, Monnington on Wye⁠(d), Brobury with Monnington on Wye⁠(d), Anglia, Regatul Unit) a fost un scrimer ce a reprezentat Regatul Unit al Marii Britanii și al Irlandei de Nord, medaliat olimpic. A participat la o ediție a Jocurilor Olimpice (1908) în care a câștigat o medalie de argint.

## Participări
Lista de mai jos prezintă principalele competiții la care a participat Cecil Haig de-a lungul carierei.
- fencing at the 1908 Summer Olympics – men's team épée[*]